# Dave Brock
David Anthony Brock (Isleworth, 20 agosto 1941) è un cantante e chitarrista britannico.
È famoso per essere il cantante, chitarrista nonché principale compositore della progressive rock band Hawkwind, della quale è tuttora membro, unico superstite della formazione originale.

## Discografia

### Solista
- 1984 - Earthed to the Ground
- 1987 - The Agents of Chaos
- 1995 - Strange Trips & Pipe Dreams
- 2000 - Spacebrock